# Woody Point (ort)
Woody Point är en ort i Kanada.   Den ligger i provinsen Newfoundland och Labrador, i den östra delen av landet, 1 400 km öster om huvudstaden Ottawa. Woody Point ligger 258 meter över havet och antalet invånare är 355.
Terrängen runt Woody Point är kuperad. Trakten runt Woody Point är nära nog obefolkad, med mindre än två invånare per kvadratkilometer.. Närmaste större samhälle är Rocky Harbour, 11,2 km norr om Woody Point. 
I omgivningarna runt Woody Point växer i huvudsak blandskog.